# Primeiro-ministro das Ilhas Virgens Britânicas
 O Primeiro-ministro das Ilhas Virgens Britânicas (Premier of the British Virgin Islands) é o chefe de governo das Ilhas Virgens Britânicas. Como um território britânico ultramarino, o primeiro-ministro é nomeado pelo governador em nome do monarca britânico, atualmente a rainha Elizabeth II. Até 2007, o chefe de governo era conhecido como o ministro-chefe.
Até 2007, o cargo era conhecido como ministro-chefe das Ilhas Virgens, mas uma mudança constitucional em 2007 renomeou a posição de primeiro-ministro. Apenas duas pessoas ocupam o cargo desde 2007, e ambas também ocuparam o cargo em algum momento antes de 2007. Assim, todas as pessoas que foram nomeadas como Premier até agora também foram nomeadas no cargo de ministra-chefe em um ponto anterior de sua carreira política.
O atual primeiro-ministro é Natalio Wheatley. Ele está no cargo desde 5 de maio de 2022.

## História
Desde que a constituição de 1967 foi adotada, apenas seis pessoas diferentes (todos homens) serviram como primeiro-ministro, e cada uma delas, exceto Cyril Romney, cumpriu pelo menos dois mandatos completos. Além disso, cada um deles serviu como o líder da oposição.
H. Lavity Stoutt venceu mais eleições do qualquer outro líder (ele ganhou cinco), seguido pelo ex-primeiro-ministro, Orlando Smith (três). Stoutt, Smith e Willard Wheatley são os únicos líderes que cumpriram dois mandatos consecutivos  Ralph T. O'Neal também cumpriu dois mandatos consecutivos, mas o primeiro deles foi a parte restante de um mandato depois da morte de Stoutt).

## Lista
| Nome (Nascimento-Morte)      | Mandato                     | Mandato                     | Partido                     | Notas                                                                                                |
| Nome (Nascimento-Morte)      | Início do mandato           | Fim do mandato              | Partido                     | Notas                                                                                                |
| Ministros-chefe (1967–2007)  | Ministros-chefe (1967–2007) | Ministros-chefe (1967–2007) | Ministros-chefe (1967–2007) | Ministros-chefe (1967–2007)                                                                          |
| ---------------------------- | --------------------------- | --------------------------- | --------------------------- | --- |
| H. Lavity Stoutt (1929–1995) | 14 de abril de 1967         | 2 de junho de 1971          | Partido Unido               | Primeiro mandato                                                                                     |
| Willard Wheatley (1915–1997) | 2 de junho de 1971          | 12 de novembro de 1979      | VI Partido Democrata        | |
| Willard Wheatley (1915–1997) | 2 de junho de 1971          | 12 de novembro de 1979      | Partido Unido               | |
| H. Lavity Stoutt (1929–1995) | 12 de novembro de 1979      | 11 de novembro de 1983      | Partido das Ilhas Virgens   | Segundo mandato                                                                                      |
| Cyril Romney (1931–2007)     | 11 de novembro de 1983      | 17 de novembro de 1986      | Partido Unido               | |
| H. Lavity Stoutt (1929–1995) | 17 de novembro de 1986      | 14 de maio de 1995          | Partido das Ilhas Virgens   | Terceiro mandato. Morreu durante o cargo                                                             |
| Ralph T. O'Neal (1933–)      | 15 de maio de 1995          | 17 de junho de 2003         | Partido das Ilhas Virgens   | Primeiro mandato                                                                                     |
| D. Orlando Smith (1944–)     | 17 de junho de 2003         | 23 de agosto de 2007        | Partido Nacional Democrata  | Primeiro mandato                                                                                     |
| Premiers (2007 – presente)   |                             |                             |                             | |
| Ralph T. O'Neal (1933–)      | 23 de agosto de 2007        | 9 de novembro de 2011       | Partidodas Ilhas Virgens    | Segundo mandato                                                                                      |
| D. Orlando Smith (1944–)     | 9 de novembro de 2011       | 25 de fevereiro de 2019     | Partido Nacional Democrata  | Segundo mandato                                                                                      |
| Andrew Fahie (1970–)         | 26 de fevereiro de 2019     | 5 de maio de 2022           | Partido das Ilhas Virgens   | Destituído após aprovação de moção de censura ao seu governo.                                        |
| Natalio Wheatley (1980–)     | 5 de maio de 2022           | presente                    | Partido das Ilhas Virgens   | Anterior vice-primeiro-ministro, substituiu Fahie após aprovação de moção de censura ao seu governo. |